# Bilancio di ossigeno
Il bilancio di ossigeno è l'indice che determina se un esplosivo rilascia o necessita di ossigeno per una decomposizione completa.
Dal punto di vista dei fenomeni di trasporto, si tratta di un bilancio di materia.
Principalmente, gli esplosivi con un bilancio di ossigeno positivo non perdono efficacia se usati in un ambiente privo d'ossigeno, come ad esempio sott'acqua, mentre quelli con bilancio negativo avranno un calo di potenza relativo alla mancata deflagrazione di alcuni prodotti.
Ad esempio, l'ETN si decompone secondo la seguente equazione:
2 C4H6N4O12 → 8 CO2 + 6 H2O + 4 N2 + O2
mentre il PETN:
C5H8N4O12 → 3 CO2 + 2 CO + 4 H2O + 2 N2
Come si può notare, nell'ETN i prodotti della detonazione (acqua, azoto, ossigeno) non possono più subire alcun processo di decomposizione, mentre viene rilasciato ossigeno. Questo determina un bilancio positivo.
Nel PETN, invece, non viene prodotto ossigeno ma monossido di carbonio, un gas infiammabile. Per completare la decomposizione dei reagenti, il PETN deve essere fatto detonare in un luogo ricco di ossigeno in modo che questo si combini con il monossido di carbonio per dare anidride carbonica. Questo meccanismo determina un bilancio di ossigeno nettamente negativo.